# Ziziphus
Ziziphus és un gènere amb unes 40 espècies d'arbusts espinosos i arbrets dins la família Rhamnaceae. Està distribuït en zones temperades càlides i subtropicals d'arreu del món. Les flors són petites i poc vistoses. El fruit és una drupa comestible amb un gust i textura que recorda els dàtils.
El nom del gènere deriva de zizfum o zizafun, que és la paraula en persa per l'espècie Z. lotus.
Les espècies més conegudes inclouen Z. zizyphus, Z. spina-christi d'Àsia, Z. lotus de la regió mediterrània i el Ber (Ziziphus mauritiana), de l'oest d'Àfrica a l'Índia. Ziziphus joazeiro creix a la Caatinga del Brasil.
Ziziphus celata és una espècie amenaçada als Estats Units.

## Taxonomia

### Espècies
Dins del gènere Ziziphus es reconeixen les 68 espècies següents:
- Ziziphus abyssinica Hochst. ex A.Rich.
- Ziziphus affinis Hemsl.
- Ziziphus andamanica Bhandari & Bhansali
- Ziziphus angustifolia (Miq.) Hatus. ex Steenis
- Ziziphus apetala Hook.f.
- Ziziphus attopensis Pierre
- Ziziphus borneensis Merr.
- Ziziphus brunoniana C.B.Clarke ex A.W.Hill
- Ziziphus budhensis Bhattarai & M.L.Pathak
- Ziziphus calophylla Wall.
- Ziziphus cambodiana Pierre
- Ziziphus colombiana Suess. & Overkott
- Ziziphus cotinifolia Reissek
- Ziziphus crebrivenosa C.B.Rob.
- Ziziphus cumingiana Merr.
- Ziziphus djamuensis Lauterb.
- Ziziphus elegans Wall.
- Ziziphus fungii Merr.
- Ziziphus funiculosa Buch.-Ham. ex M.A.Lawson
- Ziziphus glabrata (B.Heyne ex Schult.) B.Heyne ex Wight & Arn.
- Ziziphus globularis Wall.
- Ziziphus guaranitica Malme
- Ziziphus hajarensis Duling, Ghaz. & Prend.
- Ziziphus hamur Engl.
- Ziziphus havilandii Ridl.
- Ziziphus hoaensis Pierre
- Ziziphus horrida Roth
- Ziziphus horsfieldii Miq.
- Ziziphus hutchinsonii Merr.
- Ziziphus incurva Roxb.
- Ziziphus javanensis Blume
- Ziziphus jujuba Mill.
- Ziziphus kunstleri King
- Ziziphus laui Merr.
- Ziziphus leucodermis (Baker) O.Schwartz
- Ziziphus linnaei M.A.Lawson
- Ziziphus lotus (L.) Lam.
- Ziziphus mairei Dode
- Ziziphus mauritiana Lam.
- Ziziphus melastomoides Pittier
- Ziziphus montana W.W.Sm.
- Ziziphus mucronata Willd.
- Ziziphus nummularia (Burm.f.) Wight & Arn.
- Ziziphus oenopolia (L.) Mill.
- Ziziphus otanesii Merr.
- Ziziphus oxyphylla Edgew.
- Ziziphus papuana Lauterb.
- Ziziphus pernettyoides Ridl.
- Ziziphus poilanei Tardieu
- Ziziphus pubescens Oliv.
- Ziziphus pubinervis Rehder
- Ziziphus quadrilocularis F.Muell.
- Ziziphus ridleyana Rasingam & Karthig.
- Ziziphus rivularis Codd
- Ziziphus robertsoniana Beentje
- Ziziphus rubiginosa D.G.Long & Rae
- Ziziphus rugosa Lam.
- Ziziphus spina-christi (L.) Desf.
- Ziziphus subquinquenervia Miq.
- Ziziphus suluensis Merr.
- Ziziphus talanae (Blanco) Merr.
- Ziziphus timoriensis DC.
- Ziziphus trinervis (Cav.) Poir.
- Ziziphus truncata Blatt. & Hallb.
- Ziziphus williamii Bhandari & Bhansali
- Ziziphus xiangchengensis Y.L.Chen & P.K.Chou
- Ziziphus xylopyrus (Retz.) Willd.
- Ziziphus zeyheriana Sond.

### Espècies fòssils
- † Ziziphus hyperboreus Heer (Groenlàndia, fòssil de l'Eocè)
- † Ziziphus wyomingianisBerry (Tipperary, Wind River Basin Wyoming, USA, fòssil de l'Eocè)[5]

† = Extint